# Василенко Андрій Віталійович
Андрі́й Віта́лійович Васи́ленко (народився 31 січня 1985) — солдат Збройних сил України, учасник російсько-української війни.

## З життєпису
У 2003 році закінчив Миколаївський професійний промисловий ліцей за фахом «Взуттьовик з ремонту взуття; взуттьовик з індивідуального пошиття взуття».

## Нагороди
26 липня 2014 року — за особисту мужність і героїзм, виявлені у захисті державного суверенітету та територіальної цілісності України, вірність військовій присязі під час російсько-української війни, відзначений — нагороджений орденом «За мужність» III ступеня.